# 青ひげ (オペレッタ)

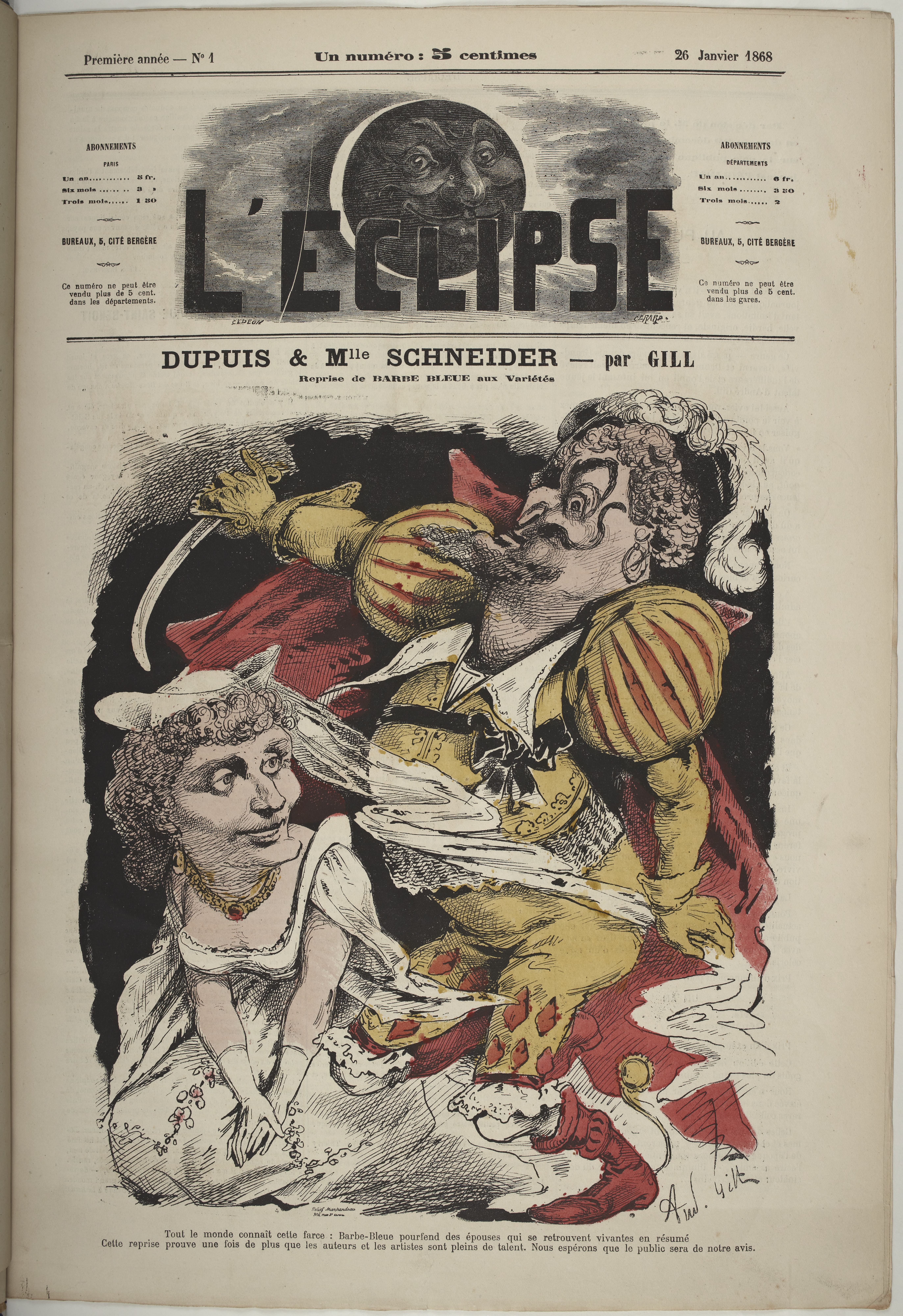
アンドレ・ジルによる劇画

『青ひげ』（あおひげ、フランス語:  Barbe-bleue  、『青髭』とも表記される）は、ジャック・オッフェンバックが作曲した全3幕のオペラ・ブフ（またはオペレッタ）で、1866年 2月5日に パリのヴァリエテ座にて初演されたオッフェンバックの円熟期の傑作の一つである。しかし、『地獄のオルフェ』や『美しきエレーヌ』といった成功作に比べられるほどの人気を獲得することはできなかった。

## 概要

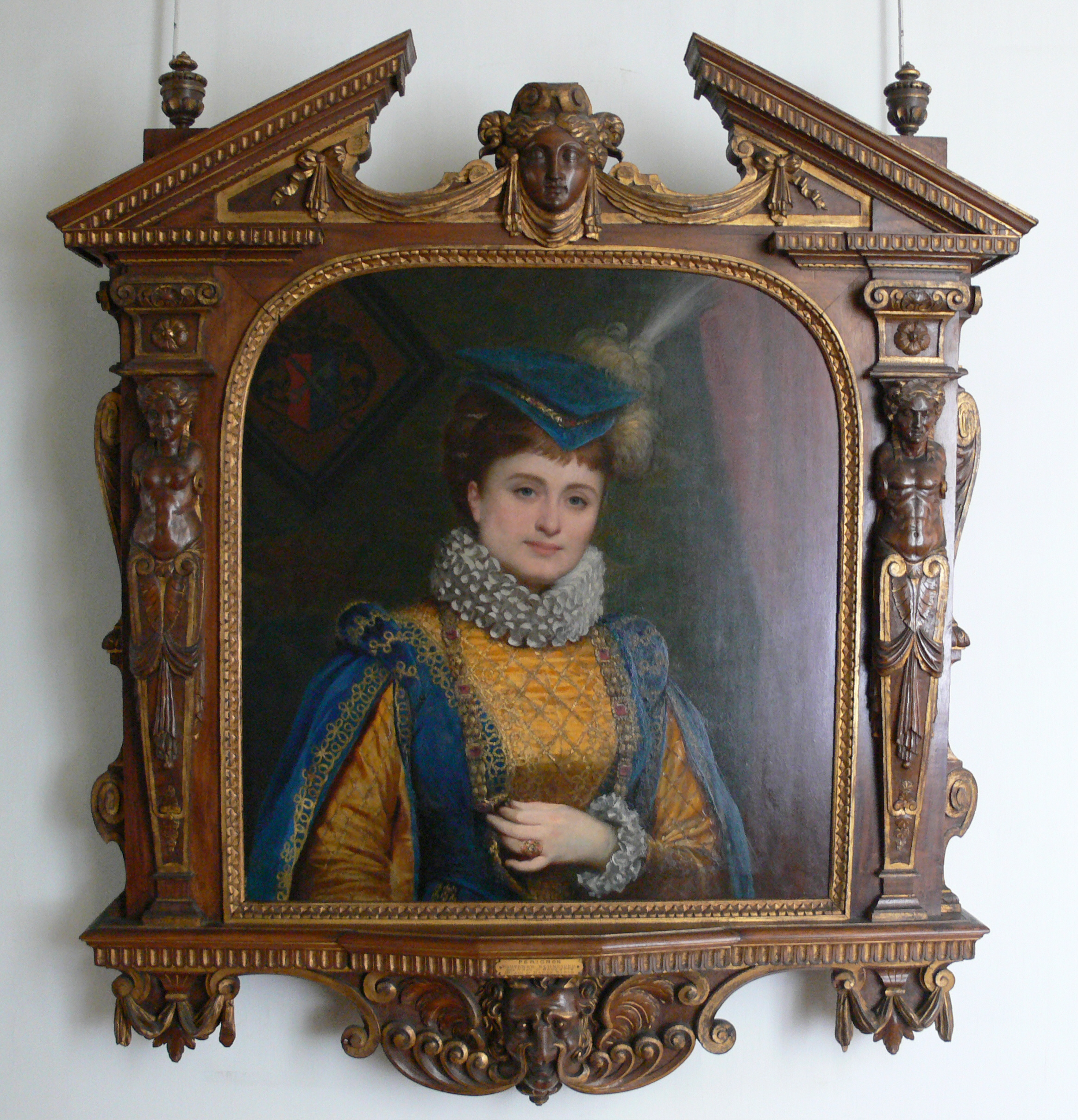
ブロット役を演じたオルタンス・シュネデール(1866年)

『青ひげ』の物語については、シャルル・ペロー執筆の童話 『青ひげ』（Histoires ou Contes du temps passé、1697年）を原作としているが、中世伝説のもつ陰惨な雰囲気は全くなく、徹底的にパロディ化され、鋭い世相風刺ともなっている。本作は無類の漁色家として知られるフランス第二帝政の皇帝 ナポレオン3世の治世のもとで作曲された。ビル・パーカーによれば「当時の聴衆は青ひげのパロディになりすました表面上の面白さだけでなく、ナポレオン3世の政権内での実生活に対する隠された多くのあざけりを楽しんだ」という。『青ひげ』の「1866年2月5日の初演は大成功だった」。本作は初演後の1年半で130回上演された。アラン・ドゥコーは「特筆すべきはオルタンス・シュネデールの大勝利だった。ブロット役を演じて、目をみはるばかりに磨かれた芸を披露した。この新たな粋の魅力をシュネデールは『ジェロルスタン女大公殿下』までは失わずにいられた。才能に助けられて彼女はやすやすとスターの段階を跳び越え、《貴婦人》と肩を並べるほどの高みへと登った。それは栄光という穹窿 （きゅうりゅう） に唯一不変の地位を占めることにほかならない。たとえそれが短期間であったとしても彼女の輝かしさが忘れ去られてしまうことはないだろう」とシュネデールの貢献を指摘している。本作は初演後も何回も再演された。さらにドゥコーは「『青ひげ』はオッフェンバックの中によりきらびやかな、より大掛かりな舞台演出への嗜好が生まれていることを物語っている」と付け加えている。

## 初演後の展開

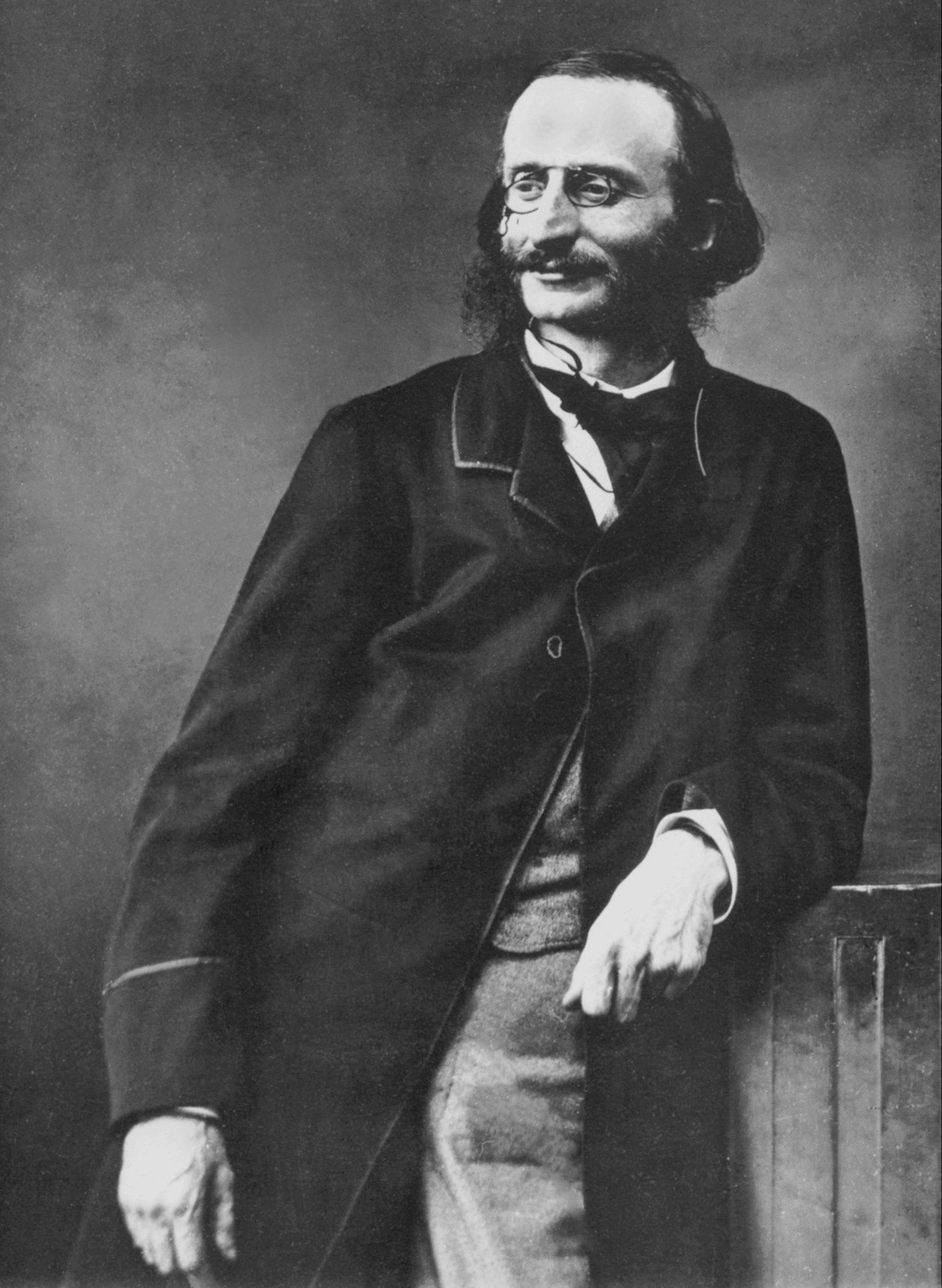
ナダルによるオッフェンバック

本作は1866年のパリ初演の後、同年9月にウィーンのアン・デア・ウィーン劇場で上演され、ブダペスト、ロンドン、ニューヨークなどでも次々演奏がなされた。20世紀に入ってから、本作のルネッサンスとも言うべきリバイバルが起こった。 第二次大戦後の東ベルリンのベルリン・コーミッシェ・オーパーで上演されたヴァルター・フェルゼンシュタイン演出版（ドイツ語）が好評を博し、1992年の最終公演までに369回上演され、同劇場の代表的人気作となった。日本初演は1876年にロネイ・セファス喜歌劇団によって横浜ゲーテ座にて行われた。その後の注目すべき上演としては上記のベルリン・コーミッシェ・オーパーの1991年6月の来日公演がある。ヨアヒム・ヴィラートの指揮、主な配役はギュンター・ノイマン（青ひげ）、ウタ・プリエフ（ブロット）、ケルスティン・ポデール（フルレット）、クレメント・スロヴィオツェク（ポポラニ）、ヴェルナー・エンダース（ボベーシュ王）ほかの配役で、東京文化会館にて上演された。さらに東京オペラ・プロデュースによる2016年2月の上演を挙げることができる。これは飯坂純の指揮、島田道生の演出、主な配役は及川尚志（青ひげ）、菊地美奈（ブロット）、岩崎由美恵（フルレット）、佐藤泰弘（ポポラニ）、石川誠二（ボベーシュ王）ほかの配役で、東京オペラ・フィルハーモニック管弦楽団と東京オペラ・プロデュース合唱団による演奏で、なかのZERO大ホールにて行われた。フランスではオッフェンバックの生誕200周年を記念した2019年6月のリヨン歌劇場の上演がある。ミケーレ・スポッティの指揮、ロラン・ペリーの演出、主な配役はヤン・ブロン（青ひげ）、エロイーズ・マス（ブロット）、ジェニファー・クルシエ（フルレット）、クリストフ・ゲー（ポポラニ）、クリストフ・モルターニュ（ボベーシュ王）ほかの配役で上演された。このプロダクションはマルセイユ市立歌劇場と提携しており、こちらでも2019年12月から2020年1月にかけて上演された。

## リブレット
アンリ・メイヤックとリュドヴィク・アレヴィはオッフェンバックの主要な作品のリブレットをいくつも手掛けたコンビで、『美しきエレーヌ』（1864年）、『パリの生活』（1866年）や『ジェロルスタン女大公殿下』（1867年）、『ラ・ペリコール』（1868年）も携わったほか、ジョルジュ・ビゼーの『カルメン』のリブレットも作成している。また、ヨハン・シュトラウス2世の『こうもり』の原作である戯曲『夜食』（Le Réveillon）も作成しているのである。寺崎裕則  は「『青ひげ』はオッフェンバックの風刺性とロマン主義的な面が見事に結び合っている上にあらゆる様式的、音楽的、哲学的要素が雑然と盛り込まれている。だがよく見ると、まるで〈歪んだ真珠〉（バロッコ）のように奇妙な調和を見せている。－中略－陽気さと真剣さが奇妙に融けあい、劇的展開は理性的でもなければ、合理的でもなく、感覚的であり、官能的である。万事自然どころかフィクションに満ちており、時も場所もでたらめに変わり、筋は変化に富む。上流社会向きの美的感覚とは打って変わり、卑俗で華美で、血の惨劇やエロティズムを好む。そのため、当然反社会的、反道徳的で、古典主義とは真っ向から対立したバロック演劇そのものである」と解説している。さらに「オッフェンバックの世界はバロックの世界なのだ。そして、時代の気分もまたバロックではなかったのだろうか」 と評している。永竹由幸は「1866年に入って『パリの生活』を書き上げたメイヤックとアレヴィのコンビはドラマの展開にどんでん返しを上手く使いこなせるようになり、続いて書かれたこの『青ひげ』は芝居としても面白い」と評している。

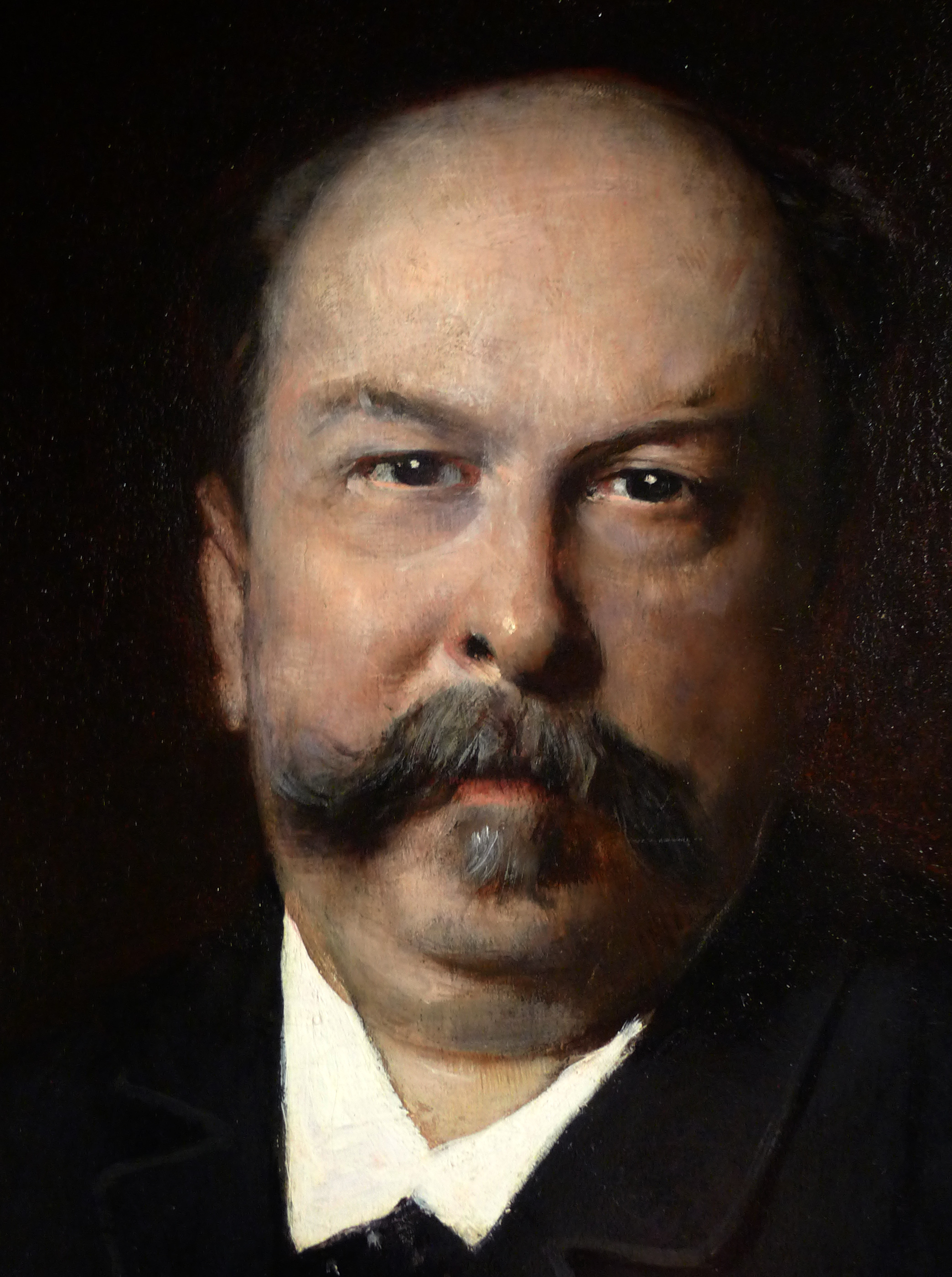
ドロネーによるメイヤック

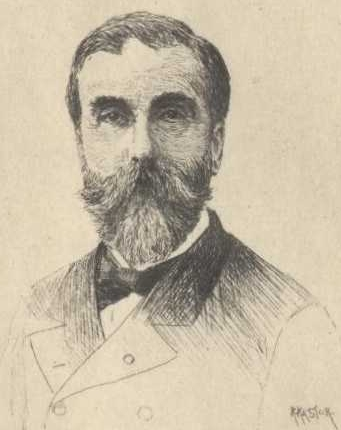
リュドヴィク・アレヴィ

台本作家の2人は本作3幕1場のサフィール王子が青ひげに対決を挑む場面での「無駄なトーナメントではなく、命を懸けた決闘で決着をつけよう」（Non dans un vain tournoi, mais au combat mortel.）というマイアベーアの『悪魔のロベール』の台詞をパロディとして引用している。
なお、ブロット、ボベーシュ王、ポポラニ、オスカル伯爵など原作には登場しない人物が多数設定されている。

## 楽曲

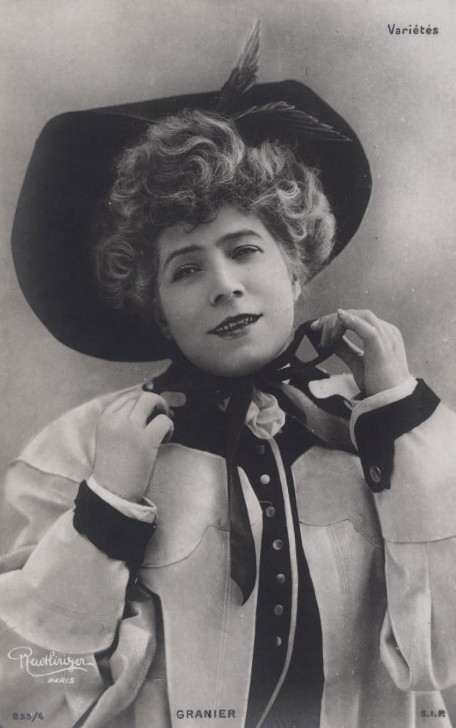
1888年の再演でブロットを演じたジャンヌ・グラニエ

オッフェンバックは、本作において彼の最上級の音楽を生み出している。当時のヒット・ソングとなったオスカル伯爵の〈クープレ〉「それは難しい仕事」（C’est un métier difficile）をはじめ、ブロットのバラード
「私たちは素晴らしい芸術を持っている」（Nous possedons l'art merveilleux）、青ひげとブロットの〈2重唱〉「このモニュメントを見たか」（Vous avez vu ce monument）、エルミアの「それは私の羊飼い」（C’est mon berger !）や弾けるような5人の妻たちの《復活》の音楽などを挙げることができる。

## 楽器編成
パリ初演時：
- 木管楽器: フルート2（2番はピッコロ持ち替え）、オーボエ1、クラリネット2、ファゴット1、
- 金管楽器: ホルン2、トランペット2、トロンボーン1
- その他: 弦楽五部 、ティンパニ、パーカッション

ウィーン初演時：
- 木管楽器: フルート2（2番はピッコロ持ち替え）、オーボエ2、クラリネット2、ファゴット2、
- 金管楽器: ホルン4、トランペット2、トロンボーン3
- その他:弦楽五部、ティンパニ、パーカッション

## 演奏時間
約2時間 (第1幕約48分、第2幕約45分、第3幕約25分)

## 登場人物
| 人物名                  | 声域                    | 原語                          | 役                                    | 初演時のキャスト 1866年 2月5日 指揮：オッフェンバック |
| ----------------------- | ----------------------- | ----------------------------- | ------------------------------------- | ----------------------------------------------------- |
| 青ひげ                  | テノール                | Barbe-Bleue                   | ボベーシュ王国内の領主                | ジョゼ・デュピュイ                                    |
| ブロット                | メゾソプラノ            | Boulotte                      | 牛飼い娘 羊飼いに横恋慕               | オルタンス・シュネデール                              |
| フルレット エルミア王女 | ソプラノ                | Fleurette La princesse Hermia | ダフニスの恋人 ボベーシュ王の娘       | ジョルジェット・ヴェルネ                              |
| オスカル伯爵            | バス                    | Le comte Oscar                | ボベーシュ王国 廷臣                   | ピエール＝ウジェーヌ・グルニエ                        |
| ポポラニ                | バリトン                | Popolani                      | 青ひげに仕える 錬金術師               | アンリ・クデール                                      |
| ボベーシュ王            | テノール                | Le roi Bobêche                | 青ひげ領のある国の国王 嫉妬深い独裁者 | ジャン＝ロラン・コップ                                |
| ダフニス サフィール王子 | テノール                | Prince Saphir                 | 羊飼い 実は王子                       | ポール・イットマン                                    |
| アルヴァレス            | テノール またはバリトン | Alvarez                       | ボベーシュ王国の貴族                  | エドゥアール・アンビュルジェ                          |
| クレマンティーヌ王女    | メゾソプラノ            | La reine Clémentine           | ボベーシュの王妃                      | アリーヌ・デュヴァル                                  |
| イゾール                | メゾソプラノ            | Isaure                        | 青ひげの1番目の妻                     | ガブリエール                                          |
| エロイーズ              | ソプラノ                | Héloïse                       | 青ひげの2番目の妻                     | ドゥ・ジェロドン                                      |
| ロザリンド              | ソプラノ                | Rosalinde                     | 青ひげの3番目の妻                     | アメリー                                              |
| エレオノール            | メゾソプラノ            | Eléonore                      | 青ひげの4番目の妻                     | マルタン                                              |
| ブランシュ              | ソプラノ                | Blanche                       | 青ひげの5番目の妻                     | ベルト・ルグラン                                      |

その他（合唱）:青ひげの衛兵、廷臣、ボベーシュ王の衛兵、召使い、農民など。

## あらすじ
時と場所：15世紀、フランスのブルターニュ地方のナント

### 第1幕
フランスのブルターニュ地方のナント近郊の村の広場、朝

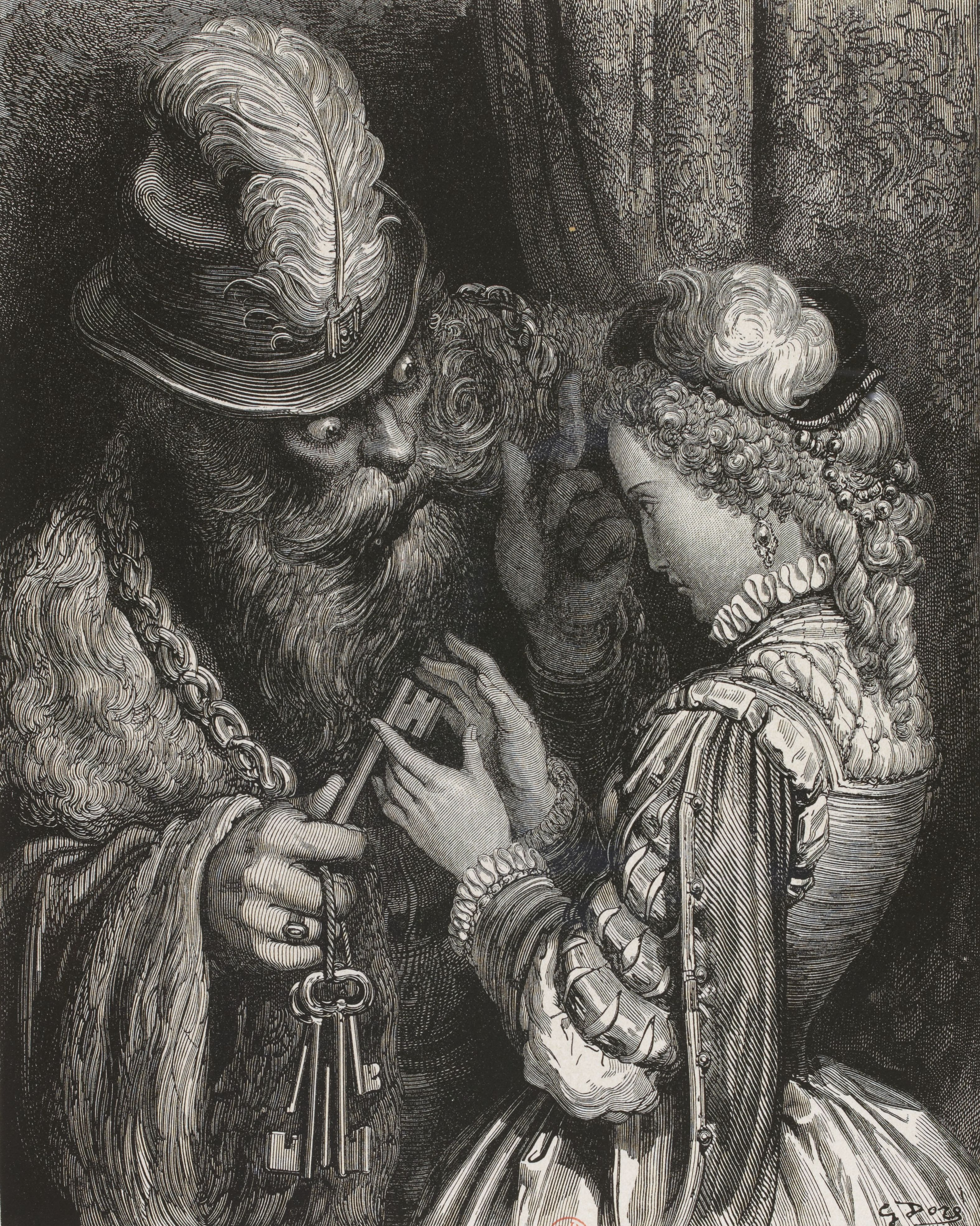
ギュスターヴ・ドレによる『青ひげ』のイラスト

清々しい朝、牧歌的な田園風景が広がっている。羊飼いのダフニス（実はサフィール王子）が現れると、すぐに花売り娘のフルレットも現れる。二人は恋人同士であると公言し、小鳥のさえずりのもと、恋仲の二人が小屋の前で甘い二重唱「二人、愛し合って」（Tous les deux, Amoureux）を軽快に歌う。そこへ多情な牛飼い娘のブロットが現れ〈クープレ〉「だれもあたしに構ってくれない」（Y en a pas un’pour égaler）と歌うので、フルレットは小屋に引き下がる。ブロットはダフニスが良い男だから好き、抱いて欲しいと言い寄る。この場に、錬金術師のポポラニが青ひげの使いとして現れ、青ひげの6番目の妻を探しに来たと言う。ここでポポラニは、旧友であるボベーシュ王の長官オスカル伯爵と出会う。オスカル伯爵は、遥か昔に王と王妃の喧嘩が原因で川に流された王女を捜すために、この村に来たのだった。ポポラニは村の女たちを集めて、くじ引きにて〈ミス薔薇〉を決めると宣言する。数多集まった女の中に淫蕩で知られるブロットがおり、村の女たちは素行が悪いと非難するがブロットは全く気にしない。くじが当たったのは他ならぬブロットであった。驚く周囲の人々とは対照的にブロットは無邪気に喜ぶ。同席していたオスカル伯爵は、くじびきに使われていた籠が王家のものであると気づき、籠の持ち主を訊ねる。その籠がフルレットのものだと聞いたオスカルは、善良な農民に育てられた彼女に、幼い頃の宮殿の記憶もかすかに残っているのを確かめる。伯爵はフルレットがかつて流された王女エルミアであると間違いないと確信し、フルレットを輿に乗せ、宮殿に向かう。ただ彼女はサフィールも一緒に連れてってとせがむ。そこに、青ひげが現れ、アリア「わしは陽気な独りやもめ！」（Jamais veuf ne fut plus gai !）を歌う。退場するエルミアを一瞥した青ひげは、彼女を即座に気に入ってしまい、王宮に乗り込み結婚を申し込もうと企む。しかし、彼は既に妻を5人も取り替えているのだった。ポポラニが青ひげに、結婚相手にブロットが選ばれたということを告げると、青ひげはブロットに花冠を授け、「お前と結婚する」と告げる。村人たちは大騒ぎとなる。最後は急テンポとなり、打ち鳴らされるシンバルを合図にオノマトペ「ホップラ、ホップラ、トラララ！」（Hop là ! hop là ! Tra la la la）に続く、青ひげの主題による合唱で、結婚祝いの行進が王宮に向かう。

### 第2幕

#### 第1場
ボベーシュ王の宮殿の玉座の間

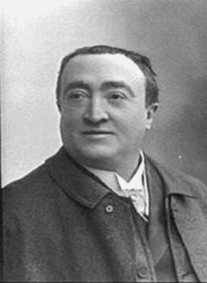
青ひげを演じたジョゼ・デュピュイ

ゴマすりで太鼓持ちの臣下たちが勢揃いしているところで、オスカル伯爵が〈クープレ〉「それは難しい仕事」（C’est un métier difficile）と歌っている。やがてボベーシュ王が登場する。ボベーシュ王は妻が浮気に明け暮れているので常に不機嫌である。側近たちに、冒頭からお辞儀の角度が深いやら浅いやらと八つ当たりをする。ボベーシュ王はオスカル伯爵に一日の予定を聞く。伯爵はサフィール王子と王女エルミアの結婚式があると答えるが、王はめでたい日なのに全く喜ばず、最近クレマンティーヌ王妃と関係があると疑っているアルヴァレスに不条理極まりない難癖をつけ、脇に控えるオスカル伯爵に対し、アルヴァレスを処刑するように命じる。ボベーシュ王はとても嫉妬深く、王妃とアルヴァレスが話をしているのを見ただけで不貞の疑いをかけていたのだった。オスカル伯爵は、証拠もないのに5人目の犠牲者を出すことになると呆れる。ボベーシュ王はこれで最後と念を押す。オスカル伯爵が本日、青ひげが6番目の妻を連れてご挨拶に参上すると告げる。ボベーシュ王は、青ひげが5人の妻を殺しているに違いない、そのような領主の訪問は受けないと言う。ボベーシュ王は、青ひげが気に食わないので、軍隊を派遣して占領してしまおうとオスカル伯爵に命じる。オスカル伯爵は我々も5人の犠牲者を出していますし、大砲は既に王が自分の騎馬像の鋳造を所望されたので、最後の一門まで溶かしてしまっており、既に戦うための十分な大砲はない一方、青ひげは立派な軍隊を持っていると反論する。ボベーシュ王は、ほかにも国防費があっただろうと問うが、陸軍大臣が女と遊ぶために使ってしまいましたとの回答を得る。ボベーシュ王はお前がそれを今まで言わなかったのはお前も参加したからだな、せめて自分も女遊びに招待されるべきだったと悔しがり、戦争を仕掛けるのは無理との結論に達し落胆する。

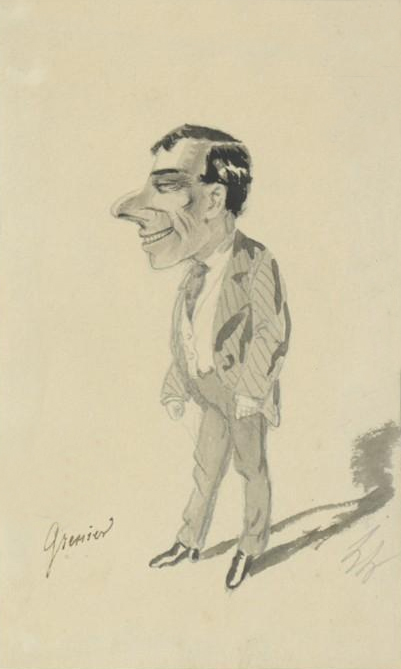
オスカル伯爵を演じたグルニエ

そこへ王妃がやってきて、「私は16歳で政略結婚させられてしまった」（Tout comme j’étais à seize ans）と優美なアリアを歌い嘆き、エルミアの結婚が強引に決められており、娘にとって不幸であるので今夜の結婚は止めた方がいいと言いとボベーシュ王を叱責する。エルミアは結婚したくないと駄々をこね、王が大切にしている宮殿の壺を割ってしまう。そこへ政略結婚の相手として正装して現れたサフィール王子はなんと例の羊飼いダフニスなのであった。驚くエルミアに真の愛を経験しようと羊飼に変装していたとサフィール王子が言う。そこへオスカル伯爵が、飛び込んできてアルヴァレスを処刑したと報告する。それを聞いた、クレマンティーヌ王妃はアルヴァレスなら問題ないわと囁く。その呟きを聴き取ったボベーシュ王は「じゃあ、不倫相手は彼じゃないのか、すべてやり直しだ」と悔しがる。すると青ひげが楽しげな行進曲に合わせ、ブロットを伴い表敬訪問にやってくる。青ひげは「また妻を娶りましたぞ」（pour l’instant, est ma femme）と陽気に歌うが周囲の者はこんなの何回も聞いたと冷たい陰口をささやく。参列者たちは〈キスのワルツ〉（Baisons la main）を歌いつつ順番にボベーシュ王の手にキスをし始める。ブロットは自分の番になるとダフニスを見つけて大喜び、彼を追っかけ回し、ボベーシュ王の手にキスをする代わりにサフィール王子に飛びつき熱烈な口づけをする。呆気にとられる皆に「何でそんなびっくりした眼で私を見るの？」（Pourquoi qu’ils m’font tous les gros yeux ?）と歌う。その後、王様にも口づけし、皆を何と言う大胆さと破廉恥さと呆れさせる。一方、青ひげはエルミアの美しさに魅了され、7番目の妻にしようと呟き、エルミアに色目を使う。だがブロットがあまりに勝手気ままに振舞うので、青ひげは立腹し、ブロットを強引に連れ去る。

#### 第2場
青ひげの城、ポポラニの地下実験室兼先妻たちの墓
短い前奏に続いて雷鳴が轟く。ブロットと共に城に戻った青ひげは、彼女を地下室に引きずり込み、〈2重唱〉「新しい愛、美女を取り替えるのだ」（Amours nouvelles ! Changer de belles）となる。青ひげはブロットに先妻たちの墓を見せて死を宣告する。もう青ひげの妻を殺すのは御免だとつぶやくポポラニにエルミアと結婚するからブロットを殺すよう命じる。ポポラニは砂糖水だから見ていない間に飲むように言い、ブロットは毒薬（中身は睡眠薬）を飲まされ卒倒する。それを見て安心した青ひげは、結婚指輪をブロットの指から抜き取り7番目の妻にエルミアをもらうべく王宮へ向かう。しかしブロットはポポラニの電気ショックで生き返り、生き返った彼女にポポラニは青ひげに度重なる殺害を頼まれたが、実は誰も殺していないと告げる。彼女たちはそれぞれの部屋にかくまわれており、ポポラニの愛人となって生きていたのだった。そして、5人の妻たちが出てきて各々自己紹介をする。5人の妻たちは自分たちの淋しい人生を慰めてくれるのはポポラニと5重唱を歌う。ポポラニとブロットは5人の妻たちにいつまでもここでこうして暮らしているわけにも行かないから、地上に戻ろうと提案する。そして、全員で青ひげへ復讐をしようと団結して、青ひげの城を出発する。

### 第3幕
ボベーシュ王の宮殿の玉座の間

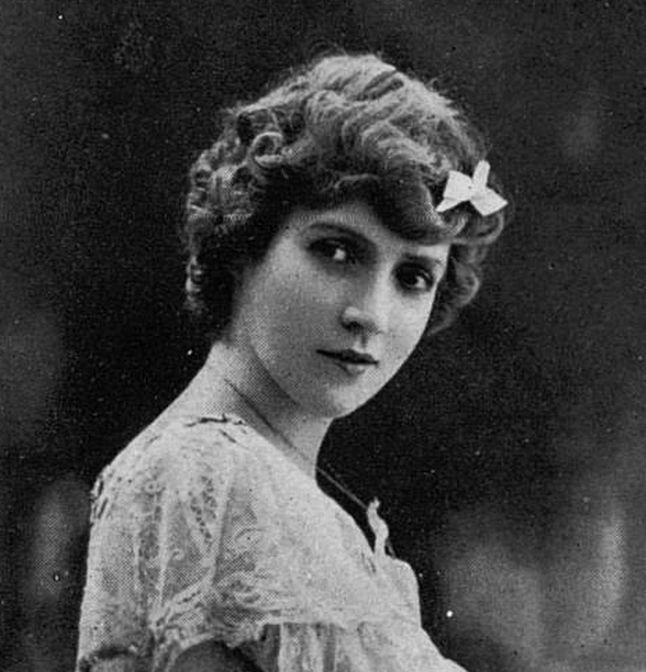
1904年の再演でエルミア王女を演じたエヴ・ラヴァリエール

夜12時の鐘が鳴り、廷臣たちに導かれ、正装したサフィール王子とウェディング・ドレスを着たエルミア王女が登場する。参列者たちが祝意を表明する。2人の結婚式がいよいよ始まろうとしているところへ、青ひげが姿を現す。青ひげは偽りの泣き声で、ついさっき新妻を失ったから、エルミアを新妻にもらいたいと言う。参列者たちが余りの厚かましい青ひげの暴挙に呆れるなか、ボベーシュ王はこれを断固として拒絶する。すると青ひげは勇壮な行進曲が奏されるなか、この城は完全に包囲したと砲兵隊を見せて脅す。サフィール王子は妻を守ると意気込んで、青ひげに決闘を申し込むと、ボベーシュ王は勝者にエルミア王女を与えようと言う。剣の腕前に自信のある青ひげの望むところ、一同が野次馬となって応援するなかで、両者の決闘が始まる。参列者の期待に反して、サフィール王子は呆気無く一撃で葬り去られてしまう。エルミアは泣きながら青ひげに手をとられ、皆は祝福しながら退出する。独り残されたオスカル伯爵のもとに、ロマの旅芸人に変装したポポラニが入ってきて、ブロットを含めた青ひげの妻たちは皆生きていると言う。オスカル伯爵も実は殺害を命じられた5人の廷臣（王妃の愛人たち）を地下室にかくまっていたと打ち明ける。青ひげが結婚のやり直しを望んでいるところに、そこにポポラニが仮面で顔を隠したロマの旅芸人の一行がタンバリンを打ち鳴らし踊りながら入って来る。ブロットは占い師を装い、座興の占いを行う。青ひげとボベーシュ王が人を殺したことを難詰する。両者は驚き怒る。ロマの人々が仮面を脱ぎ捨てると、彼らは青ひげ公に殺されたはずの5人の妻たちとブロット、それにボベーシュ王に殺されたはずの5人だった。王様と青髭は悔い改めることにする。そして、エルミアと息を吹き返したサフィールを含めた6組のカップルができあがる。加えて、青ひげはブロットに改めて求婚し、彼女がこれを受け入れ、合計7組のカップルが「結婚式を挙げよう」と歌い、合同結婚式となる。民衆も盛大に合唱に加わり、ハッピー・エンドとなる。

## 関連作品
青ひげが主題の作品 も参照。

## 主な録音・録画
| 年   | 配役 青ひげ ブロット フルレット ポポラニ ボベーシュ王                                                          | 指揮者 管弦楽団 合唱団 | レーベル                                                                |
| ---- | --- | --- | ----------------------------------------------------------------------- |
| 1958 | ミシェル・セネシャル ファネリー・リヴォイル クロディーヌ・コラール シャルル・ダゲルサール アンドレ・デュヴァレ | マルセル・カルヴァン マルセル・カルヴァン管弦楽団 マルセル・カルヴァン合唱団                                                                            | CD: Cantus Line ASIN: B0035F0M82                                        |
| 1967 | アンリ・ルゲ リナ・ダシャリー モニク・スティオ エメ・ドニア ルネ・ルノティ                                     | ジャン・ドゥサール フランス放送リリック管弦楽団 フランス放送リリック合唱団                                                                              | CD: Memories ASIN: B000025ZRL                                           |
| 1973 | ハンス・ノッカー アニー・シュレム イングリット・チェルニー ルドルフ・アスムス ヴェルナー・エンダース           | カール＝フリッツ・フォイクトマン ベルリン・コーミッシェ・オーパー管弦楽団 ベルリン・コーミッシェ・オーパー合唱団 演出: ヴァルター・フェルゼンシュタイン | DVD:ニホンモニター・ドリームライフ 映画版 ASIN: B00005HOUH ドイツ語歌唱 |
| 2007 | ピーター・フォルツ ジェシー・ライト・マーティン ベサ・クリストファー ジェイコブ・アレン ゲイリー・モス         | マイケル・ボロウィッツ オハイオ・ライト・オペラ管弦楽団 オハイオ・ライト・オペラ合唱団                                                                  | CD: Albany Records ASIN: B000Z6RH96 英語歌唱                            |